# Volition (专辑)
《Volition》是加拿大前卫金属乐队Protest the Hero的第四张录音室专辑，由Razor & Tie于2013年10月29日发行。这是乐队首个没有通过Underground Operations发行（或未由厂牌任何财政支持）的唱片。整张专辑都由爱好者通过Indiegogo募资，并超过了他们的目标12.5万加元。
专辑首周登上美国Billboard 200的第20名。